# Balisto
 (février 2024).
Si vous disposez d'ouvrages ou d'articles de référence ou si vous connaissez des sites web de qualité traitant du thème abordé ici, merci de compléter l'article en donnant les références utiles à sa vérifiabilité et en les liant à la section « Notes et références ».
Balisto est une barre chocolatée à base de muesli recouverte de chocolat et produite par Mars Incorporated.
Elle a été introduite pour la première fois en Allemagne de l'Ouest en 1981, et le nom proviendrait de l'allemand Ballaststoffe (fibre alimentaire).

## Description
Chaque emballage contient une barre .
Balisto est disponible en Autriche, Allemagne, Belgique, en France depuis 1986, Irlande, Luxembourg, Pays-Bas et en Suisse.

## Variétés
Balisto est disponible dans différents arômes, chacun avec leur propre couleur d'emballage. Toutes les variétés ne sont pas disponibles partout. Voici une liste non exhaustive :
- Noisettes et raisins (emballage vert) ;
- Fruits des bois (emballage violet) ;
- Amande et miel (emballage jaune) ;
- Noix de coco (emballage bleu) ;
- Grain (emballage rouge) ;
- Maïs/céréales (emballage orange) ;
- Yaourt/fruits des bois (emballage blanc et rose).